# Toboso (Philippines)
Pour les articles homonymes, voir Toboso.
Toboso est une localité de la province du Negros occidental, aux Philippines. En 2015, elle compte 42 114 habitants.